# Castillo de Hinojosa de la Sierra
El castillo de Hinojosa de la Sierra es un fortaleza medieval ubicada en la localidad española de igual nombre, en la provincia de Soria.

## Historia
Entre el caserío de Hinojosa de la Sierra destaca los restos de un antiguo castillo, en ruina, que denota que la villa fue de señorío. En 1440 la villa, junto a otras localidades próximas, fue donada por Doña María de Aragón, esposa del rey Juan II de Castilla, al aposentador real Rodrigo de Vera. El Concejo de Soria entonces solicitó a la reina que revocase la cesión y comenzó una época de disputas y levantamientos contra el nuevo señor. Finalmente la villa pasó a poder de Rodrigo de Vera que construyó el castillo con el dinero obtenido de dote de su esposa doña María de Contreras. 
El matrimonio no tuvo descendencia por lo que el señorío recayó finalmente en la sobrina de doña María, que casó en segundas nupcias con don Diego Hurtado de Mendoza, viudo también. Ambos aportaron hijos al matrimonio y se produjo un enlace entre hermanastros por lo que en el último cuarto del siglo XVI el castillo pertenecía a los Hurtado de Mendoza. Es en este momento cuando se hacen construir otra residencia, el Palacio de los Hurtado de Mendoza, abandonando el castillo y empleando piedras de este en la nueva construcción.

## Descripción
Los restos del castillo actuales del castillo se localizan en la zona más elevada del pequeño cerro que ocupa la localidad, dominando claramente las tierras circundantes, en la vega del río Duero, elemento que seguramente fuera esencial para la instalación en el lugar de la construcción principal.
La planta del castillo es rectangular y estaba construido con sillarejo y mampostería reforzada con sillares en las esquinas. Quedan, en la actualidad, restos de un doble recinto amurallado, con forma trapezoidal al exterior, que presentaría torreones circulares en cada una de las esquinas, de los que conserva uno en su ángulo noroeste, confrontando con los restos de otro en el ángulo noreste. 
Parte de la torre del homenaje situada en el ángulo noreste y parte del muro que desde el torreón se dirige al oeste fue reaprovechado en la construcción del actual cementerio.y la iglesia 